# Saint-Maigner
Saint-Maigner é uma comuna francesa na região administrativa de Auvérnia-Ródano-Alpes, no departamento Puy-de-Dôme. Estende-se por uma área de 19,1 km². Em 2010 a comuna tinha 193 habitantes (densidade: 10,1 hab./km²).